# Можичин (Західнопоморське воєводство)
Можичин (пол. Morzyczyn, нім. Moritzfelde) — село в Польщі, у гміні Кобилянка Старгардського повіту Західнопоморського воєводства.
Населення — 683 особи (2011).
У 1975-1998 роках село належало до Щецинського воєводства.

## Демографія
Демографічна структура станом на 31 березня 2011 року:
|          | Загалом | Допрацездатний вік | Працездатний вік | Постпрацездатний вік |
| -------- | ------- | ------------------ | ---------------- | -------------------- |
| Чоловіки | 335     | 60                 | 244              | 31                   |
| Жінки    | 348     | 59                 | 226              | 63                   |
| Разом    | 683     | 119                | 470              | 94                   |